# Ota Zaremba
Ota Zaremba (né le 22 mai 1957 à Havířov) est un haltérophile tchécoslovaque.

## Carrière
Ota Zaremba participe aux Jeux olympiques de 1980 à Moscou et remporte la médaille d'or dans la catégorie des poids -100 kg.